# Bupleurum rischawianum
Bupleurum rischawianum är en flockblommig växtart som beskrevs av Nicholas Michailovitj Albov. Bupleurum rischawianum ingår i släktet harörter, och familjen flockblommiga växter. Inga underarter finns listade i Catalogue of Life.